# Кловер (округ Хаббард, Миннесота)
Кловер (англ. Clover) — тауншип в округе Хаббард, Миннесота, США. На 2010 год его население составило 154 человека.

## География
По данным Бюро переписи населения США площадь тауншипа составляет 92,3 км², из которых 87,5 км² занимает суша, а 4,8 км² — вода (5,16 %).

## Демография
По данным переписи населения 2000 года здесь находились 134 человека, 61 домохозяйство и 43 семьи. Плотность населения — 1,5 чел./км². На территории тауншипа расположено 138 построек со средней плотностью 1,6 построек на один квадратный километр. Расовый состав населения: 100,00 % белых.
Из 61 домохозяйств в 21,3 % воспитывались дети до 18 лет, в 60,7 % проживали супружеские пары, в 4,9 % проживали незамужние женщины и в 29,5 % домохозяйств проживали несемейные люди. 24,6 % домохозяйств состояли из одного человека, при том 13,1 % из — одиноких пожилых людей старше 65 лет. Средний размер домохозяйства — 2,20, а семьи — 2,60 человека.
15,7 % населения — младше 18 лет, 9,0 % — в возрасте от 18 до 24 лет, 13,4 % — от 25 до 44, 35,8 % — от 45 до 64, и 26,1 % — старше 65 лет. Средний возраст — 52 года. На каждые 100 женщин приходилось 109,4 мужчин. На каждые 100 женщин старше 18 приходилось 105,5 мужчин.
Средний годовой доход домохозяйства составлял 32 500 долларов, а средний годовой доход семьи — 43 750 долларов. Средний доход мужчин — 27 500 долларов, в то время как у женщин — 20 625. Доход на душу населения составил 17 723 доллара. За чертой бедности находились 7,1 % семей и 5,8 % всего населения тауншипа, из которых 14,3 % старше 65 лет.